# Коновалов, Сергей Борисович
Серге́й Бори́сович Конова́лов (укр. Сергій Борисович Коновалов; род. 1 марта 1972, Полтава) — советский и украинский футболист, полузащитник. Тренер.

## Биография

### Клубная карьера
Воспитанник днепропетровского спортинтерната. В «Днепре» дебютировал в 1990 году в матче со «Спартаком». Всего за «Днепр» в чемпионатах СССР сыграл 11 матчей.
В декабре 1994 года, после того как «Днепр» покинул Николай Павлов, Коновалов перешёл в киевское «Динамо». Из-за травм выступал мало, не был в доверии у тренера Йожефа Сабо.
В 1996-98 на правах аренды выступал в Южной Корее за клуб «Пхохан Стилерс». Вместе с клубом дважды (1997, 1998) стал обладателем Кубка азиатских чемпионов.
Вернувшись в Киев, продолжил выступления за «Динамо». Однако через некоторое время оказался в дубле киевлян. Несколько раз отдавался в аренду: сначала в «Днепр», а в сезоне 2001/02 вместе с Дмитрием Михайленко — в иерусалимский «Бейтар». Команде грозил вылет из высшего дивизиона, но благодаря усилиям легионеров, клуб сумел избежать понижения в классе.
В 2002 году его контракт у киевского «Динамо» выкупил киевский «Арсенал». Позже играл за ФК «Борисфен», китайский «Циндао Чжуннэн» и азербайджанский «Интер».

### Карьера в сборной
Бронзовый призёр чемпионата мира среди молодёжных команд 1991.
За сборную Украины сыграл 22 матча, и отличился тремя голами.

### Тренерская карьера
С июля 2011 года вплоть до ликвидации клуба Коновалов являлся ассистентом главного тренера клуба «Севастополь». С 27 ноября 2013 по 15 января 2014 года — и. о. главного тренера клуба «Севастополь».

## Достижения
- Чемпион Украины (4): 1994/95, 1995/96, 1998/99, 1999/00
- Серебряный призёр чемпионата Украины: 1992/93
- Обладатель Кубка Украины: 1995/96
- Обладатель Кубка азиатских чемпионов (2): 1997, 1998

## Личная жизнь
Женат. Двое детей: Никита и Соня. Жена — Марина Алексеевна.